# Siqui
Siqui es una palabra mixteca que hace alusión a un tipo de organización política propia de la sociedad mixteca de la época precolombina. Las características de estas unidades políticas son conocidas principalmente gracias a las crónicas coloniales de los misioneros dominicos, en las que se recogieron algunos aspectos distintivos del estilo de vida en la región Mixteca antes de la llegada de los españoles. Los siqui poseyeron características similares a otras unidades políticas que se presentaron en las sociedades mesoamericanas, como el caso de los calpulli entre los pueblos nahuatlacas del centro de México.
De acuerdo con los testimonios coloniales y las indagaciones arqueológicas, los siqui de la Mixteca eran unidades de segunda categoría en el sistema político mixteco. Cada siqui poseía una extensión de tierra que era cultivada en comunidad, puesto que en la Mesoamérica prehispánica no existía la propiedad privada. Probablemente, los siqui eran comunidades cuyos miembros pertenecían a un mismo linaje, y por lo tanto, reconocían a un antepasado en común. Cada siqui tenía una divinidad patrona, a la que todos los miembros del grupo rendían culto de modo comunitario. Dada su condición subordinada, los siqui eran tributarios de las grandes unidades políticas, los dini ñuu, ciudades sede del poder de cada uno de los pequeños estados en que estaba dividido el pueblo mixteco en la época prehispánica. Las relaciones de alianza entre los diversos siqui permitía mantener la cohesión de la unidad política mayor, aunque era muy frecuente que un siqui pasara de ser tributario de un Estado a otro, dependiendo de la dinámica de las relaciones políticas en la región Mixteca.